# Allée couverte des Mureaux

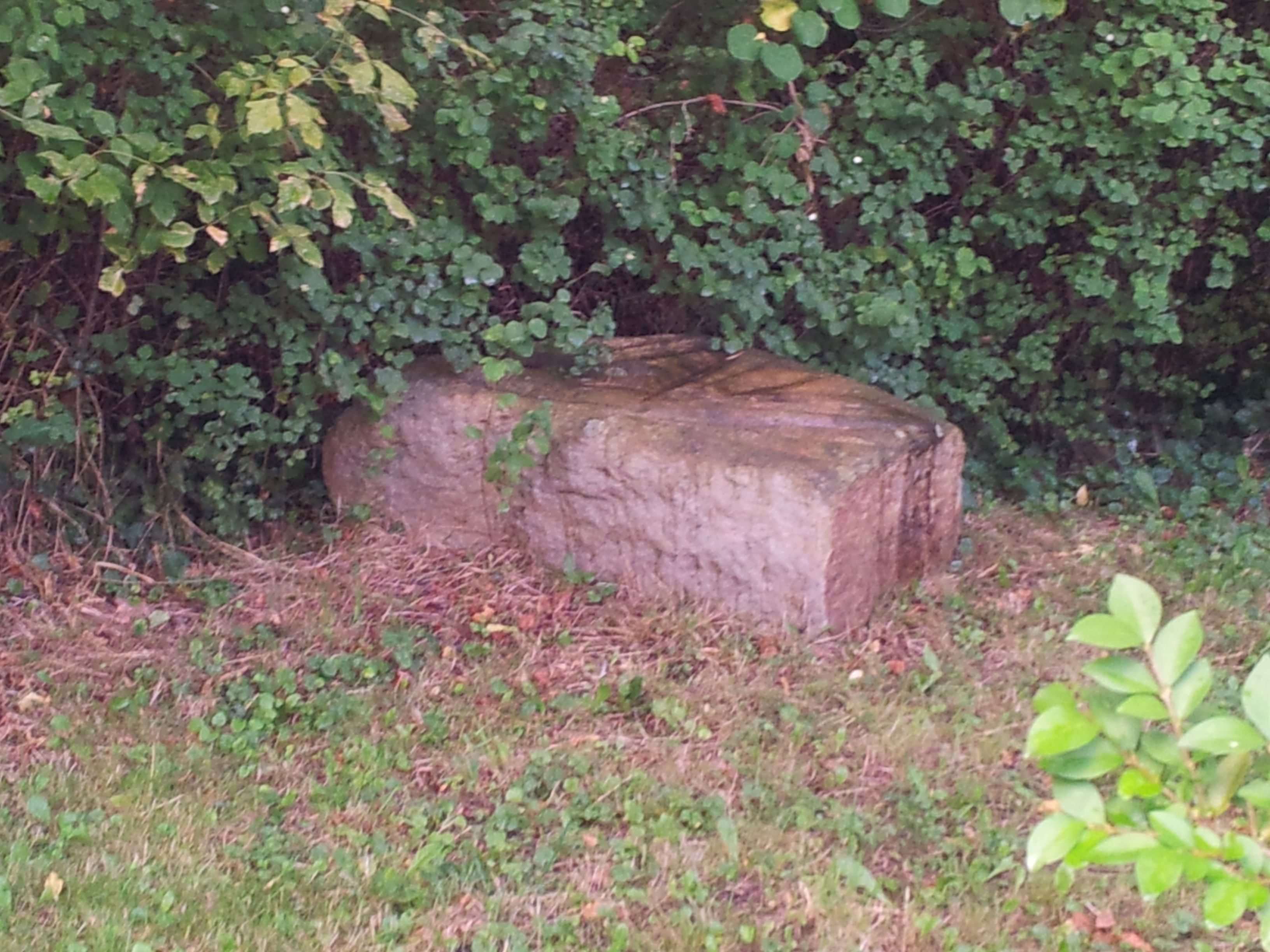
Das Polissoir des Mureaux

Die Allée couverte des Mureaux (auch Allée couverte des Gros Murs genannt) liegt nahe der Seine versteckt in einem Garten der Rue des Murets Nr. 19 in Les Mureaux, nordwestlich von Paris im Département Yvelines in Frankreich.
Das 1888 vom Grundstückseigentümer entdeckte und ausgegrabene Galeriegrab hat einen weitgehend erhaltenen Tumulus. Es wurde im Neolithikum errichtet (3000 v. Chr.) und bis etwa 2400 oder 2200 v. Chr. genutzt. Der Zugang ist etwa 1,0 m hoch und 2,0 m breit und die Kammer ist etwa 7,0 m lang und 2,0 m breit.
Das anthropologische Labor des Muséum national d’histoire naturelle in Paris beauftragte die Ausgrabung, bei der verschiedene Objekte gefunden wurden: Feuerstein, Schmuck, Vasen, Werkzeuge aus Knochen und die Reste von etwa 60 Körpern. 
Die Anlage ist seit 1928 als Monument historique eingestuft. 
Etwa 13,0 m entfernt liegt der Wetzrillenstein „Polissoir des Mureaux“.